# Exeter

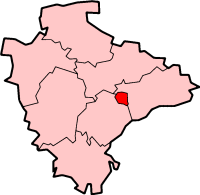
Lage von Exeter in Devon

Exeter [ˈɛksɪtə] ist die Hauptstadt der Grafschaft Devon im Südwesten Englands. 2016 zählte die Stadt knapp unter 130.000 Einwohner. Exeter liegt an einer Furt des Flusses Exe, einige Kilometer nördlich der Mündung in den Ärmelkanal. Der Wahlspruch der Stadt, Semper fidelis („für immer treu“), wurde 1588 von Elisabeth I. vorgeschlagen.

## Geschichte

### Antike
Um 50 n. Chr. gründeten die Römer nach der Eroberung Britanniens unter Kaiser Claudius die Stadt Isca Dumnoniorum an derjenigen Stelle, wo sich bereits eine kleine Siedlung der keltischen Ureinwohner befand. In der Folge war Isca befestigter Hauptort des Stammes der Dumnonier. Zahlreiche Abschnitte der römischen Stadtmauer sind bis heute erhalten geblieben. Es gibt Überreste eines römischen Bades; wegen der unmittelbaren Nähe zur Kathedrale wurde es aber nur teilweise ausgegraben und ist nicht für die Öffentlichkeit zugänglich. Zahlreiche römische Münzen wurden ebenfalls gefunden. Isca war der südliche Ausgangspunkt einer Römerstraße, die in nordöstlicher Richtung bis nach Lincoln (Lindum) führte, via Bath (Aquae Sulis), Cirencester (Corinium) und Leicester (Ratae Coritanorum).

### Mittelalter
Um 410 zogen sich die Römer aus Britannien zurück. Für die folgenden mehr als zwei Jahrhunderte liegen keine Überlieferungen zur Geschichte Exeters vor. Im 7. Jahrhundert fiel die Stadt an Wessex. Um 680 erfolgte der Bau eines angelsächsischen Klosters, in dem der heilige Bonifatius unterrichtet wurde. Die Dänen griffen das den Angelsachsen als Escanceaster bekannte Exeter 876 an und nahmen es kurzzeitig ein. Alfred der Große konnte die Eindringlinge bereits im folgenden Jahr wieder verjagen und ließ die römischen Stadtmauern instand setzen. 893 konnte Alfred die Stadt ein zweites Mal gegen eine dänische Attacke verteidigen. König Æthelstan vertrieb um 928 die Britonen aus Exeter; ob diese seit römischer Zeit hier kontinuierlich gelebt hatten, ist nicht bekannt. Gleichzeitig ließ Æthelstan die Befestigungen der Stadt erneut restaurieren.
1001 gelang es den Dänen wiederum nicht, sich Exeters zu bemächtigen. Nachdem die Stadt aber 1002 in den Besitz Emmas von der Normandie als Teil ihrer Mitgift bei ihrer Heirat mit Æthelred the Unready gekommen war, ließ Emmas Vogt, ein Franzose namens Hugh, die Dänen unter deren König Sven Gabelbart im folgenden Jahr in Exeter ein, die es daraufhin plünderten.
1050 wurde der Sitz des 1032 aus den Bistümern Cornwall und Crediton neu gebildeten Bistums nach Exeter verlegt und Leofric wurde erster Bischof der Diözese Exeter.
1068 belagerten normannische Truppen Wilhelms des Eroberers, dem sie den Treueeid verweigert hatten, die Stadt. Sie ergab sich nach 18 Tagen. Der Normannenherrscher ließ hier die Feste Rougemont erbauen, zu deren Kastellan er Baudouin de Meules ernannte. Der Bischof von Exeter trat allerdings auch als Landeigner und Feudalherr auf, wie es auch das Domesday Book erwähnt. Exeter und Tavistock blieben die einzigen kirchlichen Feudalsitze in Devon.
In der Anfangsphase des nach dem Tod Heinrichs I. ausbrechenden Bürgerkriegs hielt Baldwin de Redvers Exeter 1136 zunächst drei Monate lang gegen König Stephan, kapitulierte dann aber. Heinrich II. gab Exeter seine erste Charta.
Im 13. Jahrhundert entwickelte sich Exeter zur bedeutendsten Stadt des Südwestens Englands. Es exportierte u. a. Zinn und Tuche. Ab 1295 entsandte es zwei Abgeordnete ins englische Parlament. Diese Zahl wurde erst 1885 auf einen Abgeordneten reduziert.

### Frühe Neuzeit
Noch mehrmals musste Exeter Belagerungen ertragen, so 1467 während der Rosenkriege, 1497 durch den Prätendenten Perkin Warbeck sowie 1549 durch Insurgenten aus Cornwall und Devon, die gegen die religiösen Reformen Eduards VI. aufbegehrten, während Exeter dem König treu geblieben war. Die Truppen Eduards VI. zwangen die Aufständischen, die Belagerung der Stadt nach etwa einem Monat aufzuheben. 1537 war Exeter eine selbständige Grafschaft geworden, blieb aber auch weiterhin Grafschaftshauptstadt von Devon. Seit 1560 ist Exeter anglikanischer Bischofssitz.
Während des englischen Bürgerkriegs (1642–1649) stand Exeter anfangs auf Seiten der Anhänger des Parlaments, doch eroberten es die Royalisten im September 1643 und hielten es knapp drei Jahre für König Karl I. Im April 1646 wurde die Kapitulation der Stadt mit dem republikanischen General Thomas Fairfax verhandelt. Damals war Exeter eine wirtschaftlich sehr florierende Stadt und hatte insbesondere einen bedeutenden Wollhandel, der bis zum Anfang des 19. Jahrhunderts völlig verschwand.

### Industrielle Revolution und Moderne
Zu Beginn der Industriellen Revolution entwickelte sich Exeter aufgrund der Verarbeitung landwirtschaftlicher Produkte aus der Umgebung sowie wegen der Wasserkraft der schnell fließenden Exe. Als jedoch die Dampfmaschine die Wasserkraft ablöste, war Exeter zu weit von den Kohle- und Eisenvorkommen entfernt, um die Industrie weiterzuentwickeln. Die Stadt verlor zwar etwas an Bedeutung, blieb aber von riesigen Industrieanlagen verschont. Dies ist der Grund, warum Exeter heute zu den Städten mit der höchsten Lebensqualität in Großbritannien zählt.
Im Zweiten Weltkrieg erlitt die kulturgeschichtlich bedeutsame Stadt große Schäden durch Bombardierungen der deutschen Luftwaffe, die eine Antwort auf die Bombardierung von Lübeck waren („Baedeker Blitz“). Viele historische Gebäude, inklusive der Kathedrale, wurden beschädigt oder ganz zerstört. Der Wiederaufbau in den 1950er Jahren nahm wenig Rücksicht auf die historische Stadtstruktur. So wurden zum Beispiel einige historische Blickachsen auf die Kathedrale dem Wiederaufbau geopfert, und solche Häuser, die die Bombardierung überstanden haben, stehen heute in hartem Kontrast zu den Nachkriegsbauten. Das Problem wurde inzwischen erkannt und ein behutsamer Stadtumbau, bei dem einige Fehler der 1950er Jahre korrigiert werden sollen, wurde 2008 geplant.

## Diözese Exeter

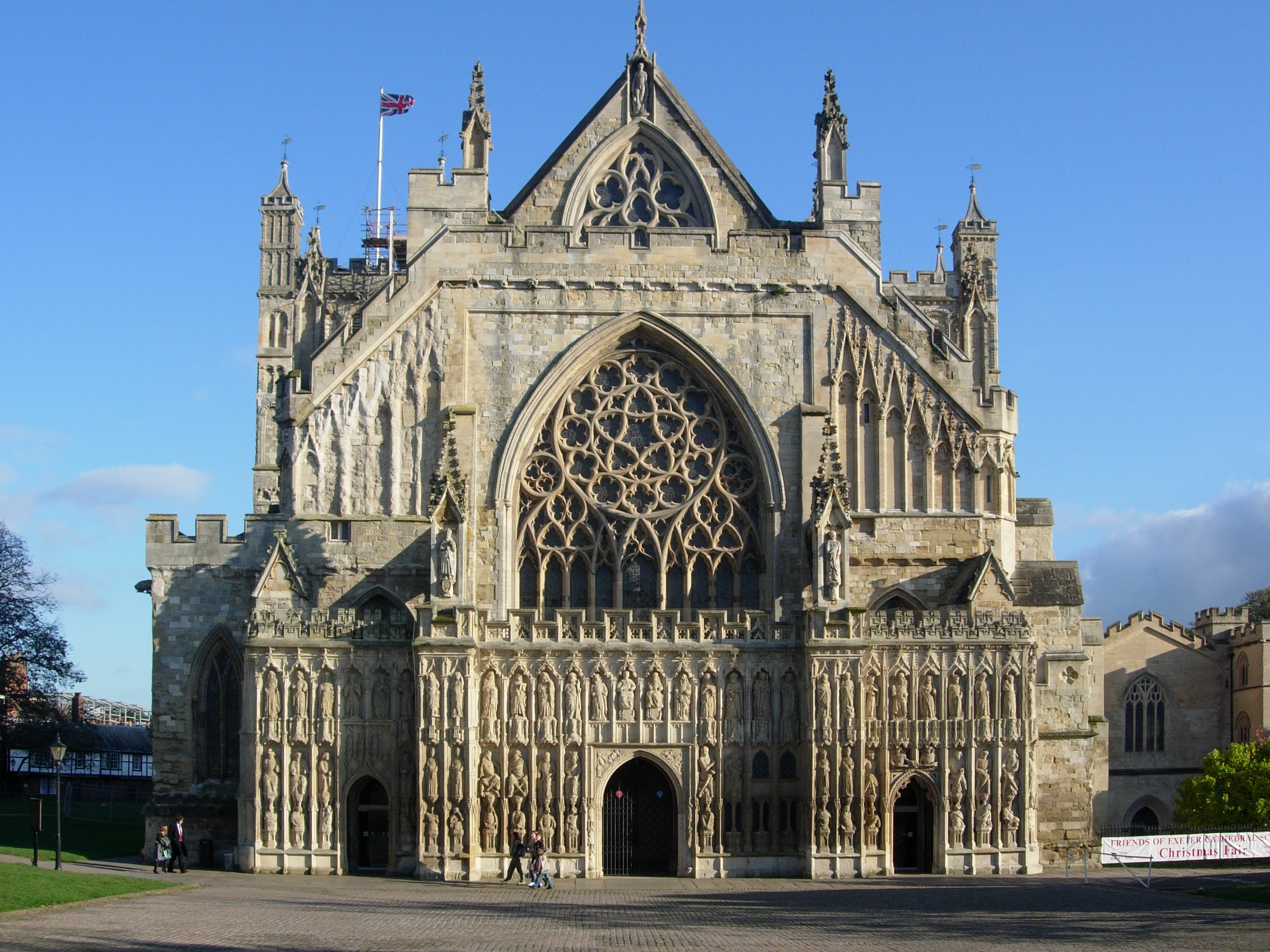
Kathedrale St. Peter

Nachdem im Jahr 1027 die Bistümer Cornwall und Crediton in Personalunion unter Bischof Lyfing von Winchester zusammengelegt worden waren, verlegte sein Nachfolger Leofric im Jahr 1050 den Bischofssitz nach Exeter und wurde erster Bischof der Diözese Exeter. Leofric begab sich unter den Schutz der Stadt, weil ihre Mauern besseren Schutz vor „Piraten“ boten, wahrscheinlich Wikingern, deren Überfälle seit 793 mit der Plünderung von Lindisfarne auf den britischen Inseln immer häufiger wurden. Unter William Warelwast begann im Jahr 1112 der Bau einer Kathedrale in Exeter. Die römisch-katholische Diözese bestand bis 1559, als James Turberville von Königin Elisabeth I. als letzter römisch-katholischer Bischof abgesetzt wurde. Seither existiert sie als anglikanische Diözese in der Kirchenprovinz Canterbury der Church of England weiter.

## Sehenswürdigkeiten
Zu den Sehenswürdigkeiten von Exeter zählen folgende Bauwerke:
- die Kathedrale St. Peter, errichtet ab 1112, nachdem der Bischofssitz vom nahe gelegenen Crediton (Geburtsort von Bonifatius, dem „Apostel der Deutschen“) hierher verlegt wurde. Vor der Kathedrale steht eine Statue von Richard Hooker, einem im 16. Jahrhundert in Exeter geboren anglikanischen Theologen.
- die Ruine des Schlosses Rougemont. Das Schloss wurde bald nach der normannischen Eroberung errichtet. Teile davon wurden bis vor einigen Jahren als Gerichtsgebäude verwendet.
- die Guildhall, das älteste öffentliche Gebäude Englands, das noch immer verwendet wird
- das Zollhaus im attraktiven Hafenviertel
- die Parliament Street, welche bis 2007 als schmalste Straße der Welt galt
- das ehemalige Kloster St. Nicholas in der Mint Lane
- zahlreiche mittelalterliche Kirchen wie z. B. St. Mary Steps mit einer kunstvollen Turmuhr.
- das Kriegsdenkmal von Devon am Cathedral Green, entworfen von Edwin Lutyens und 1922 enthüllt.

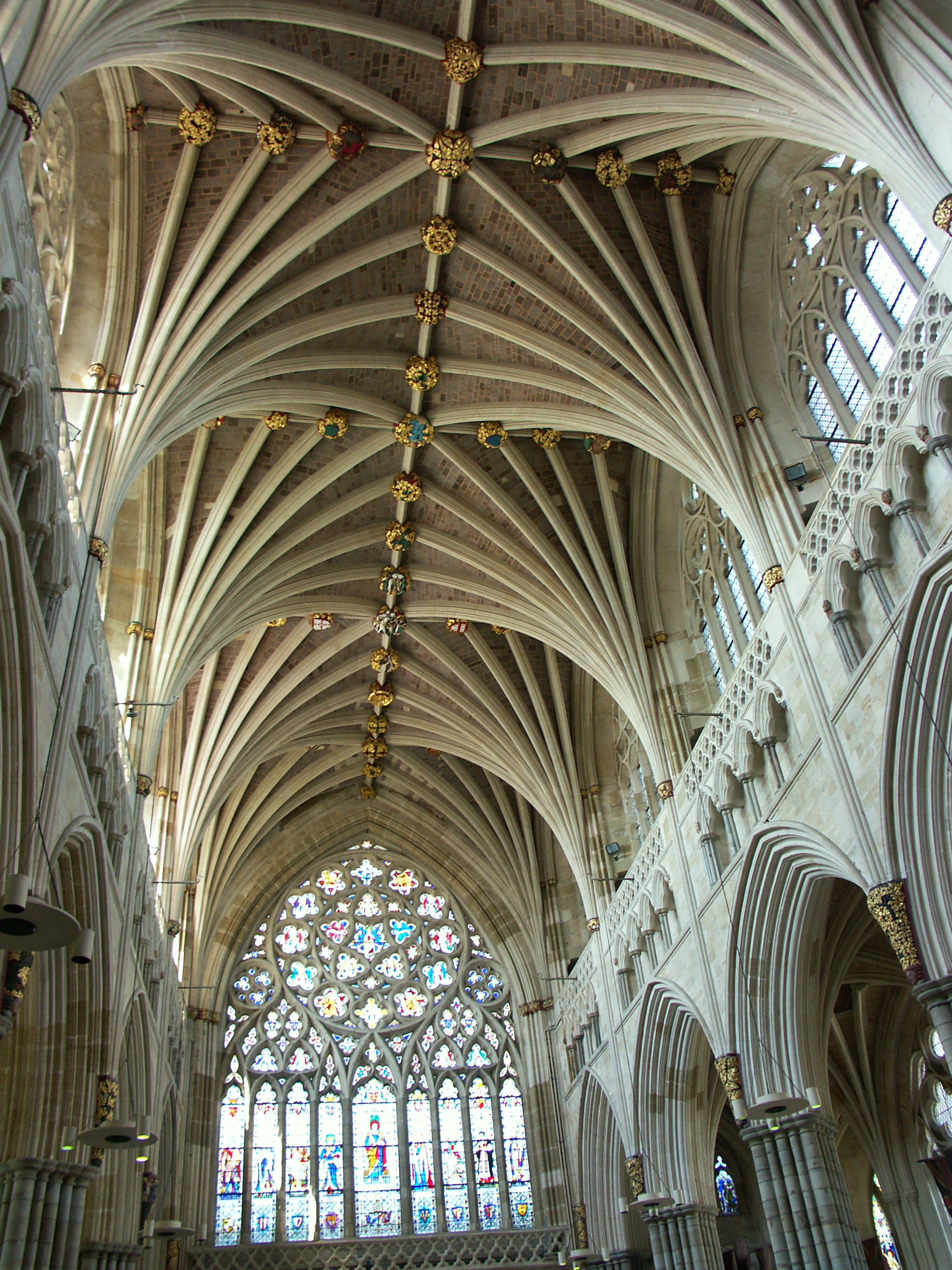
Deckengewölbe der Kathedrale

Vorplatz und Kathedrale St. Peter

## Wirtschaft
In Exeter ist vor allem Leichtindustrie ansässig. Es ist der Sitz des Met Office, des britischen Wetterdienstes, einer der größten meteorologischen Einrichtungen der Welt. Er wurde in jüngerer Vergangenheit von der Grafschaft Berkshire hierher verlegt.

## Politik

### Stadtrat
- Greens: 7
- Labour: 21
- LibDem: 4
- Cons.: 3
- Unabh.: 2
- Sonst.: 2

## Verkehr
Der Hauptbahnhof ist Exeter St. David’s. Es gibt zwei Eisenbahnlinien nach London, eine schnellere über Taunton und eine etwas langsamere über Salisbury. Weitere Hauptlinien führen nordwärts nach Bristol und Birmingham sowie westwärts nach Plymouth und in die Grafschaft Cornwall.
Exeter ist der Endpunkt der Autobahn M5 aus Richtung Birmingham und Bristol.
Exeter besitzt einen kleinen, internationalen Flughafen, der als Heimatflughafen der Fluggesellschaft Flybe fungierte. Es gibt Linienflüge nach Toronto (saisonal), Amsterdam und Paris, zu britischen und irischen Städten, auf die Kanalinseln sowie auf die Scilly-Inseln. Daneben werden auch häufig Charterflüge angeboten, hauptsächlich zu Feriendestinationen wie den Balearen oder den Kanarischen Inseln.

## Bildung
Einer der größten Arbeitgeber der Stadt ist die University of Exeter. Zu den bekanntesten Alumni zählt Joanne K. Rowling, die Autorin der Harry-Potter-Romane, die hier Französisch studierte.
Die University of Plymouth hat hier einen Außenstandort. In Exeter befinden sich auch mehrere namhafte Sprachschulen. Seit 2004 ist Exeter Sitz des britischen Wetterdienstes Met Office, der sich vorher in Bracknell befand.

## Kultur
Das Originalmanuskript eines der wichtigsten Zeugnisse angelsächsischer Literatur, das aus dem 10. Jahrhundert stammende Exeter Book, wird in der Kathedrale aufbewahrt. Das Exeter Book ist eines von vier Manuskripten, die zusammen praktisch die ganze erhaltene Poesie in Altenglisch beinhalten. Es enthält die höher bewerteten Kurzgedichte, einige religiöse Themen sowie einige leicht verrückte Rätsel.
Die Inquisitio Eliensis oder Exon Domesday (benannt nach dem Aufbewahrungsort Exeter) ist einer der Bände des Domesday Book.
Der Chor der Kathedrale ist landesweit bekannt, und die Kathedrale selbst ist häufig Auftrittsort für Gastorchester.
Die Shakespeare-Aufführungen des Northcott-Theaters in den Ruinen des Schlosses Rougemont werden im ganzen Land hoch geschätzt.

## Sport
Exeter beheimatet neben dem unterklassigen Fußballverein Exeter City (2023/24 League One = drittklassig) den Rugby-Union-Club Exeter Chiefs, welcher seit Beginn der 2010er Jahre zu den stärksten Clubs Englands zählt und die Englische Rugby-Union-Meisterschaft 2016/17 gewann. Heimspielort der Chiefs ist seit 2006 der Sandy Park.
Exeter war unter anderem einer der Austragungsorte bei der Rugby-Union-Weltmeisterschaft 2015.

## Söhne und Töchter der Stadt
- Ben Aldridge (* 1985), Schauspieler
- Arthur Birkett (1875–1941), Cricketspieler
- Thomas Bodley (1544–1612), Staatsmann und Gelehrter
- John Bowring (1792–1872), Staatsmann, Reisender und Schriftsteller
- Emily Bruni (* 1975), Schauspielerin
- William Kingdon Clifford (1845–1879), Philosoph und Mathematiker
- Eleanor Coade (1733–1821), Erfinderin des nach ihr benannten Coade-Steines
- Samuel Cousins (1801–1887), Kupferstecher
- Beth Gibbons (* 1965), Sängerin der Trip-Hop-Gruppe Portishead
- Richard Goodchild (1918–1968), Archäologe
- Matthew Goode (* 1978), Schauspieler
- Nicholas Hilliard (1547–1619), Maler
- James Holden (* 1979), DJ und Musiker
- James Holman (1786–1857), blinder Weltreisender und Reiseschriftsteller
- Richard Hooker (1554–1600), anglikanischer Theologe und Reformator
- Bashir Humphreys (* 2003), Fußballspieler
- Bradley James (* 1983), Schauspieler
- Peter King, 1. Baron King (um 1669–1734), Anwalt und Politiker
- Joe Launchbury (* 1991), Rugby-Spieler
- Ernest Kennaway (1881–1958), Mediziner
- Chris Martin (* 1977), Sänger der Britpop-Gruppe Coldplay
- Henrietta Anne Stuart (1644–1670), Prinzessin von England und Herzogin von Orléans
- William Temple (1881–1944), Erzbischof von Canterbury von 1942 bis 1944
- Victoria Temple-Murray (* 1994), Squashspielerin
- Harry Tincknell (* 1991), Rennfahrer
- Harry und Luke Treadaway (* 1984), Schauspieler
- Rupert Wyatt (* 1972), Drehbuchautor und Filmregisseur

## Partnerstädte
- Rennes, Frankreich
- Bad Homburg vor der Höhe, Deutschland
- Jaroslawl, Russland
- Terracina, Italien